# Thermacetogenium
Thermacetogenium è un genere di batterio appartenente alla famiglia delle Thermoanaerobacteriaceae.